# 니시톤다촌
니시톤다촌(西富田村)은 와카야마현 니시무로군에 있던 촌이다. 현재의 시라하마정에 해당한다.

## 역사
- 1889년 4월 1일 - 정촌제 시행에 의해 니시무로군 니시톤다촌이 성립하였다.
- 1955년 3월 15일 - 다나베시에 편입되었다.
- 1958년 7월 1일 - 다나베시 구역 중 구 니시토미타촌 구역에 해당하는 곤다초와 사이노초 구역이 시라하마정에 편입되었다.

## 교통

### 철도
- 일본국유철도
  - 기세이 본선

### 공항
현재는 구촌 지역에 난키 시라하마 공항 부지의 일부가 있지만, 당시에는 미개항 상태였다. 

## 참고문헌
- 角川日本地名大辞典 30 和歌山県